# Joel Freeland
Joel Daniel Freeland (* 7. Februar 1987 in Aldershot) ist ein ehemaliger britischer Basketballspieler. Er ist 2,10 m groß und spielte als Power Forward.

## Laufbahn
Joel Freeland begann erst als 16-Jähriger mit dem Basketballsport, nachdem er seine angestrebte Laufbahn als Fußballspieler aufgrund einer Verletzung aufgeben musste. Sein erster Verein war Solent Stars, ein Klub aus Southampton. Um sich seinen Unterhalt zu verdienen, arbeitete Freeland zu jener Zeit in einem Supermarkt. Im Sommer 2005 wurde er von einem spanischen Scout bei der U-18-Europameisterschaft entdeckt und von CB Gran Canaria für ihre Zweitmannschaft verpflichtet. In der Liga EBA, der vierthöchsten Spielklasse in Spanien, konnte er auf Anhieb überzeugen und beendete die Saison 2005/06 mit 15,2 Punkten und 7,7 Rebounds pro Spiel. Auch beim prestigeträchtigen Reebok Eurocamp in Treviso bewies er sein Talent und beim NBA-Draft 2006 wählten ihn die Portland Trail Blazers überraschend an der 30. Stelle der ersten Runde, obwohl er zu diesem Zeitpunkt noch kein einziges Spiel im Profikader der Kanaren bestritten hatte.
Freeland entschloss sich in Spanien zu bleiben und feierte am 15. Oktober 2006 gegen TAU Vitoria sein Debüt in der Liga ACB für die erste Mannschaft von CB Gran Canaria. Sein sportlicher Durchbruch folgte in der Saison 2008/09, mit 10 Punkten und 4,6 Punkten pro Spiel etablierte sich Freeland als einer der besten Spieler seiner Mannschaft. Im Sommer 2009 wechselte er zum spanischen Spitzenklub Unicaja Málaga und konnte sich auf Anhieb durchsetzen. Am 22. Oktober 2009 feierte er gegen KK Partizan Belgrad sein Euroleague-Debüt. In der Saison 2009/10 führte er die Mannschaftsstatistiken von Málaga im höchsten europäischen Bewerb nach Punkten und Rebounds ebenso an wie 2010/11 und 2011/12.
Im Sommer 2012 löste Freeland seinen Vertrag mit Unicaja und wechselte in die nordamerikanische NBA zu den Portland Trail Blazers.
Nach seinem zweijährigen NBA-Engagement wechselte Freeland nach Russland zum PBK ZSKA Moskau. Mit Moskau gewann Freeland 2016 die EuroLeague sowie 2016 und 2017 die osteuropäische VTB United League.

### Nationalmannschaft
Joel Freeland nahm mit der U-18-Nationalmannschaft Englands an der Division A der Europameisterschaft 2005 teil. Sein Debüt mit Großbritanniens feierte er am 9. September 2006 gegen die Niederlande, im Zuge der Basketball-Europameisterschaft der Division B 2007, den Briten gelang den Aufstieg in die Division A. An der Seite von Spielern wie Luol Deng und Pops Mensah-Bonsu gelang Freeland, der durchschnittlich 10 Punkte und 5,7 Rebounds beisteuerte, die Qualifikation für die Basketball-Europameisterschaft 2009. Bei dieser blieb er mit seinem Team jedoch ohne Sieg und scheiterte bereits in der Vorrunde. Bei der Basketball-Europameisterschaft 2011 war Joel Freeland erneut Teil des britischen Aufgebots, zwar scheitere seine Mannschaft erneut in der Vorrunde, jedoch gelangen den Briten diesmal Siege gegen Portugal und Polen. Joel Freeland gehörte mit 11,2 Punkten und 5,8 Rebounds erneut zu den Stützen seiner Mannschaft. Bei den Olympischen Sommerspielen 2012 war Freeland wiederum Mitglied der britischen Mannschaft, schied jedoch mit nur einem Sieg in der Vorrunde frühzeitig aus.